# Lockheed Martin
Lockheed Martin [lokhíd marten] je jedna z vedoucích mezinárodních společností s pokročilou technologií a také letecký výrobce. Vznikla 15. března 1995 sloučením společností Lockheed Corporation a Martin Marietta. Sídlí ve městě Bethesda v Marylandu a po celém světě zaměstnává okolo 105 000 lidí. Současným ředitelem je James D. Taiclet, který se vedení společnosti ujal po Gordonu Richardu Englandovi, jež postupně přešel do funkce prvního náměstka ministra vnitra Spojených států.
Podle příjmů z roku 2006 je Lockheed Martin největším vojenským dodavatelem na světě. Mezi produkty společnosti Lockheed patří např. balistické rakety Trident, letouny F-16, C-130 Hercules, F-22 Raptor (za který roku 2006 společnost obdržela cenu Collier Trophy) a především F-35 Lightning. Pod firmou Martin Marietta se vyráběly rakety Titan a také Space Shuttle External Tank. Lockheed Martin vyrábí také elektroniku a informační a elektronické systémy; angažuje se i v kosmonautice.
Hlavním zákazníkem pro Lockheed Martin (circa 73% tržeb) je Vláda Spojených států (Ministerstvo obrany circa 64%).

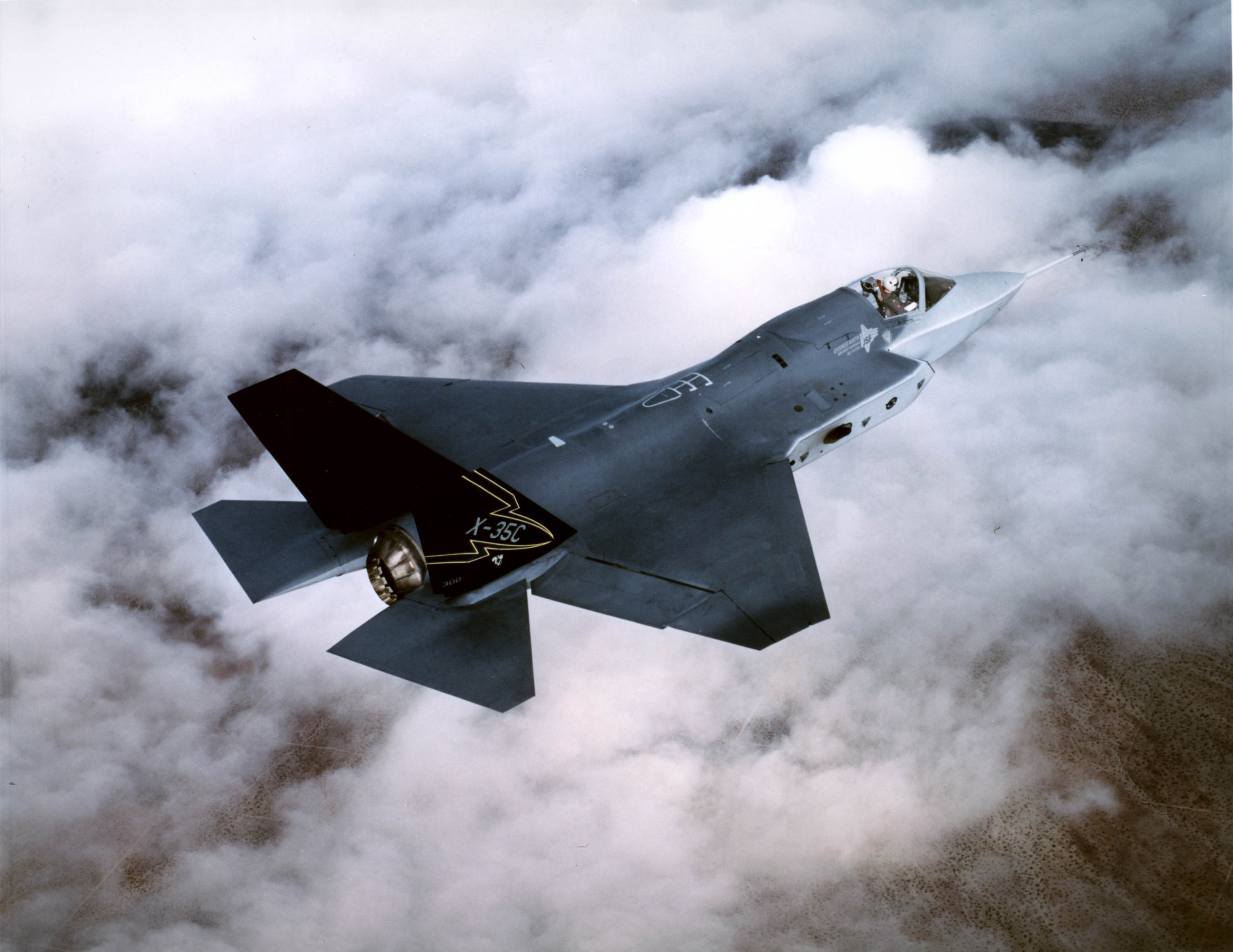
XF-35